# Américo Marcelino Sosa
Américo Marcelino Sosa (Tucumán, Argentina, 20 de abril de 1953) es un exfutbolista argentino que se desempeñaba como volante.

## Trayectoria

### Atlético Concepción
Sosa llegó a Atlético Concepción y en 1980 logró la histórica clasificación del equipo bandeño al Campeonato Nacional. Con el león, también disputó el Nacional 1982.

### Atlético Tucumán
A mitad de 1982 pasó a Atlético Tucumán, club de la capital tucumana. En 1983 se coronó campeón de la Liga Tucumana y clasificó al campeonato nacional 1984. En el torneo terminó segundo en su grupo y avanzó a la fase final del certamen.

### Juventud Antoniana
En 1983 viajó a Salta, para sumarse a Juventud Antoniana. Con el antoniano jugó el campeonato nacional y luego, a mitad de año, regresó a Tucumán para jugar en Atlético.

### Gimnasia de Jujuy
Llegó a San Salvador de Jujuy, para jugar en Gimnasia de Jujuy. Con el lobo jugó el flamante Nacional B.

## Clubes
| Club                | País      |
| ------------------- | --------- |
| Atlético Concepción | Argentina |
| Atlético Tucumán    | Argentina |
| Juventud Antoniana  | Argentina |
| Gimnasia de Jujuy   | Argentina |